# Aspidiophorus pori
Aspidiophorus pori is een buikharige uit de familie Chaetonotidae. Het dier komt uit het geslacht Aspidiophorus. Aspidiophorus pori werd in 1999 voor het eerst wetenschappelijk beschreven door Kisielewski. 